# Kate Fleetwood
Kate Fleetwood, född 24 september 1972 i Cirencester, är en brittisk skådespelare.
Fleetwood har bland annat medverkat i TV-serierna Sagan om Drakens återkomst och Syndarnas hus. Hon har även medverkat i filmen Philomena.

## Filmografi (i urval)
- 2010 – Harry Potter och dödsrelikerna – Del 1
- 2011 – Harry Potter och dödsrelikerna – Del 2
- 2013 – Philomena
- 2017–2019 – Syndarnas hus (TV-serie)
- 2021–2023 – Sagan om Drakens återkomst (TV-serie)
- 2024 – Big Mood (TV-serie)
- 2025 – Wolf King (TV-serie)